# José Júnior
José Luiz Guimarães Sanabio Júnior más conocido como José Junior (Fortaleza, Brasil, 15 de junio de 1976) y es un exfutbolista brasileño, que se desempeñaba como delantero.

## Clubes
| Club             | País       | Año       |
| ---------------- | ---------- | --------- |
| Ferroviário      | Brasil     | 1996-1998 |
| Fortaleza        | Brasil     | 1998      |
| Unión Española   | Chile      | 1999      |
| Córdoba CF       | España     | 1999-2000 |
| KSK Beveren      | Bélgica    | 2000-2001 |
| AC Ajaccio       | Francia    | 2001-2002 |
| Treze            | Brasil     | 2002      |
| Walsall          | Inglaterra | 2002-2003 |
| Derby County     | Inglaterra | 2003-2004 |
| Rotherham United | Inglaterra | 2004-2005 |
| Watford          | Inglaterra | 2005      |
| Odense BK        | Dinamarca  | 2005-2006 |
| Malmö FF         | Suecia     | 2006-2007 |
| FC Copenhague    | Dinamarca  | 2008-2009 |
| FC Nordsjælland  | Dinamarca  | 2009      |
| Randers FC       | Dinamarca  | 2009      |
| Vitória          | Brasil     | 2010      |
| Ceará            | Brasil     | 2011      |
| Bahia            | Brasil     | 2011-2012 |
| ABC              | Brasil     | 2013      |
| Tiradentes       | Brasil     | 2014      |
| Juazeirense      | Brasil     | 2014-2016 |
| Jacuipense       | Brasil     | 2016      |